# 1107 en santé et médecine
| Années de la santé et de la médecine : 1104 - 1105 - 1106 - 1107 - 1108 - 1109 - 1110    |
| Décennies de la santé et de la médecine : 1070 - 1080 - 1090 - 1100 - 1110 - 1120 - 1130 |

## Fondations
- Fondation d'un hôtel-Dieu à Noyon-sur-Andelle en Normandie[1].
- Fondation de l'abbaye d'Astino (it), dont les bâtiments accueilleront au XIXe siècle l'hôpital psychiatrique de Bergame, en Lombardie[2].
- Pierre II, évêque de Poitiers, « institu[e] une confrérie au bénéfice de la maison-Dieu de Montmorillon[3] ».
- Fondation possible, avec l'aide d'Henri Ier, roi d'Angleterre et duc de Normandie, de la léproserie d'Orbec dans le diocèse de Lisieux[4].
- Première mention, à Ravello, en Campanie, dans l'Italie du Sud, d'« un hôpital destiné à l'accueil des indigents, des pèlerins et des voyageurs », entièrement disparu, mais dont le nom de l'église Sant'Angelo dell'Ospedale (« Saint-Angel-de-l'Hôpital »)  rappelle aujourd'hui l'existence[5].
- 1105-1107 : fondation d'une maladrerie à Corbie, en Amiénois[6].

## Publications
- En Chine, parution du Taiping huimin hejiju fang, pharmacopée à l'usage des officines du Service de médecine impérial récemment créé sous le ministère de Cai Jing[7].
- 1107-1108 : le médecin chinois Zhu Gong achève son Leizheng huoren shu (« Traité des cas classifiés en vue de la sauvegarde de la vie[8],[9] »).

## Personnalités
- Fl. Albert, médecin, cité dans une charte de l'abbaye Saint-Père de Chartres[10].
- Fl. Hervé, pharmacien à Poitiers (« Arveus pigmentarius[11] »).
- 1089-1107 : fl. Foulque, médecin, archidiacre de Blois, au diocèse de Chartres[10],[12].